# Hiroyuki Yoshino
Hiroyuki Yoshino (吉野 裕行?, Yoshino Hiroyuki; Prefettura di Chiba, 6 febbraio 1974) è un doppiatore giapponese. La sua carriera come seiyū è iniziata nel 1996. Lavora per Sigma Seven.

## Doppiaggio

### Anime
- Allison to Lillia (Treize)
- Angel Tails (Gai)
- Akihabara dennō gumi (Sumi)
- Aquarian Age (Jun'ichi Kojima)
- Azumanga daiō (Masaaki Ohyama)
- Baccano! (Firo Prochainezo)
- Black Jack (Shogo)
- BLOOD+ (Kai Miyagusuku)
- My Hero Academia (Present Mic)
- Boogiepop Phantom (Mamoru Oikawa)
- Candidate for Goddess (Clay-Cliff Fortran)
- Chaos;Head (Takumi Nishijou)
- Claymore (Sid)
- Cluster Edge (Chrome)
- Code;Geass: Rozé of the Recapture (Kristoff)
- DanDaDan (Manjiro)
- Duel Masters (Jamira)
- Fullmetal Alchemist: Brotherhood (Zolf J. Kimbly)
- Ginban Kaleidoscope (Pete Pumps)
- Gintama (Taka-chin)
- Girls Bravo (Machida Mamoru)
- Hai to gensō no Grimgar (Ranta)
- Haikyu!! (Hajime Iwaizumi)
- Hatsukoi Limited (Yuuji Arihara)
- Hikaru no go (Mitsuru Mashiba)
- How Heavy Are the Dumbbells You Lift? (Kutaro Deire)
- Hungry Heart (Hiroshi Ichikawa)
- Hunter × Hunter (2011) (Genthru)
- Inazuma Eleven (Yuuto Kido/Jude Sharp,)
- Inazuma Eleven GO (Kidou Yuuto, Hayami Tsurumasa, Kuraku "Wonderbat" Wondaba)
- Initial D (Sakamoto)
- InuYasha (Ginta)
- Kaiju No. 8 (Kaiju No. 9)
- Karin piccola dea (Yuuki Sakurai)
- Kekkaishi (Yoshimori Sumimura)
- Kemonozume (Kazuma Momota)
- KIBA (Zed)
- Kill la Kill (Hōka Inumuta)
- Kinnikuman Perfect Origin Arc (Springman)
- La principessa sacrificale e il re delle bestie (Bennu)
- Lei, l'arma finale (Shingo)
- Love Hina (Masayuki Haitani)
- Loveless (Youji)
- Lunar Legend Tsukihime (SHIKI Tohno/Michael Roa Valdamjong)
- Mirmo (Koichi Sumita)
- Mobile Suit Gundam 00 (Allelujah/Hallelujah Haptism)
- Monochrome Factor (Nanaya)
- Zoku Natsume yūjinchō (Gen)
- NEW PANTY & STOCKING with GARTERBELT (Brief)
- Nôgami Neuro investigatore demoniaco (Godai Shinobu)
- Norn9 (Heishi Otomaru)
- Overlord (Ulbert Alain Odle)
- Panty & Stocking with Garterbelt (Brief)
- Prince of Tennis (Rin Hirakoba)
- Rurouni Kenshin (2023) (Beshimi)
- Sands of Destruction (Agan Mādoru)
- School Rumble (Takeichi Fuyuki)
- Shangri-La (Zhang)
- Shugo Chara - La magia del cuore (Daichi)
- Sket Dance (Yusuke Fujisaki/Bossun)
- Soul Eater (Ox Ford)
- Squalificati - Ranger Reject (Shun Tokita)
- Star Twinkle Pretty Cure (Prunce)
- Stratos 4 (Sora Ikeda)
- The Grimm Variations (Tom)
- The Red Ranger Becomes an Adventurer in Another World (Abu Dhabi)
- The Tatami Galaxy  (Ozu)
- To Love-Ru (Kenichi Saruyama)
- Tokimeki Memorial Only Love (Yusuke Kayama)
- Tonagura! (Yuji Kagura)
- Toradora! (Koji Haruta)
- True Tears (Miyokichi Nobuse)
- Tytania (Idris Tytania)
- Utawarerumono (Nuwangi)
- Vandread (Hibiki Tokai)
- Yattaman (Yattaman 1/Gan-chan (Gan Takada))
- ZEGAPAIN (Kawaguchi)

### Drama CD
- Get Backers (Amon Natsuki)

### Videogiochi
- Arknights (Ethan)
- Baten Kaitos Origins (Gibari)
- Berserk Millennium Falcon Arc: Chapter of the Holy Demon War (Isidoro)
- Captain Tsubasa Dream Team (Carlos Santana)
- Chaos;Head (Takumi Nishijou)
- Dynasty Warriors: Gundam 3 (Allelujah Haptism)
- Fate/Grand Order (Assassin/Okada Izou)
- Final Fantasy Crystal Chronicles Remastered (Bal Dat)
- Final Fantasy Tactics: The Ivalice Chronicles (Argath Thadalfus)
- Grand Kingdom (Flint Poker)
- Hakuouki Shinsengumi Kitan (Toudou Heisuke)
- Hakuouki Zuisouroku (Toudou Heisuke)
- Hi-Fi Rush (CNMN)
- Hunter × Hunter: Nen × Impact (Genthru)
- Inazuma Eleven (Yuuto Kido/Jude Sharp)
- Infinity Strash - Dragon Quest: The Adventure of Dai (Killvearn/Piroro)
- J-Stars Victory Vs+ (Yusuke Fujisaki/Bossun)
- JoJo's Bizarre Adventure: All Star Battle (Vanilla Ice)
- Kill la Kill IF (Hōka Inumuta)
- Luminous Arc 3: Eyes (Heine)
- Mega Man X4 (cacciatore di Maverick)
- Muramasa: La spada demoniaca (Kisuke)
- Norn9 (Heishi Otomaru)
- Pokémon Masters EX (Narciso)
- Sands of Destruction (Agan Mādoru)
- Street Fighter V (Ed)
- Street Fighter 6 (Ed)
- Super Robot Wars Alpha 3 (Hazal Gozzo)
- Super Robot Wars Z2: Destruction Chapter (Allelujah Haptism/Hallelujah)
- Super Robot Wars Z2: Rebirth Chapter (Allelujah Haptism/Hallelujah)
- Super Robot Wars Z3: Hell Chapter (Allelujah Haptism/Hallelujah)
- Super Robot Wars Z3: Heaven Chapter (Allelujah Haptism/Hallelujah)
- Super Robot Wars V (Allelujah Haptism)
- Utawarerumono (Nuwangi)